# Canaleos de Peña del Hierro

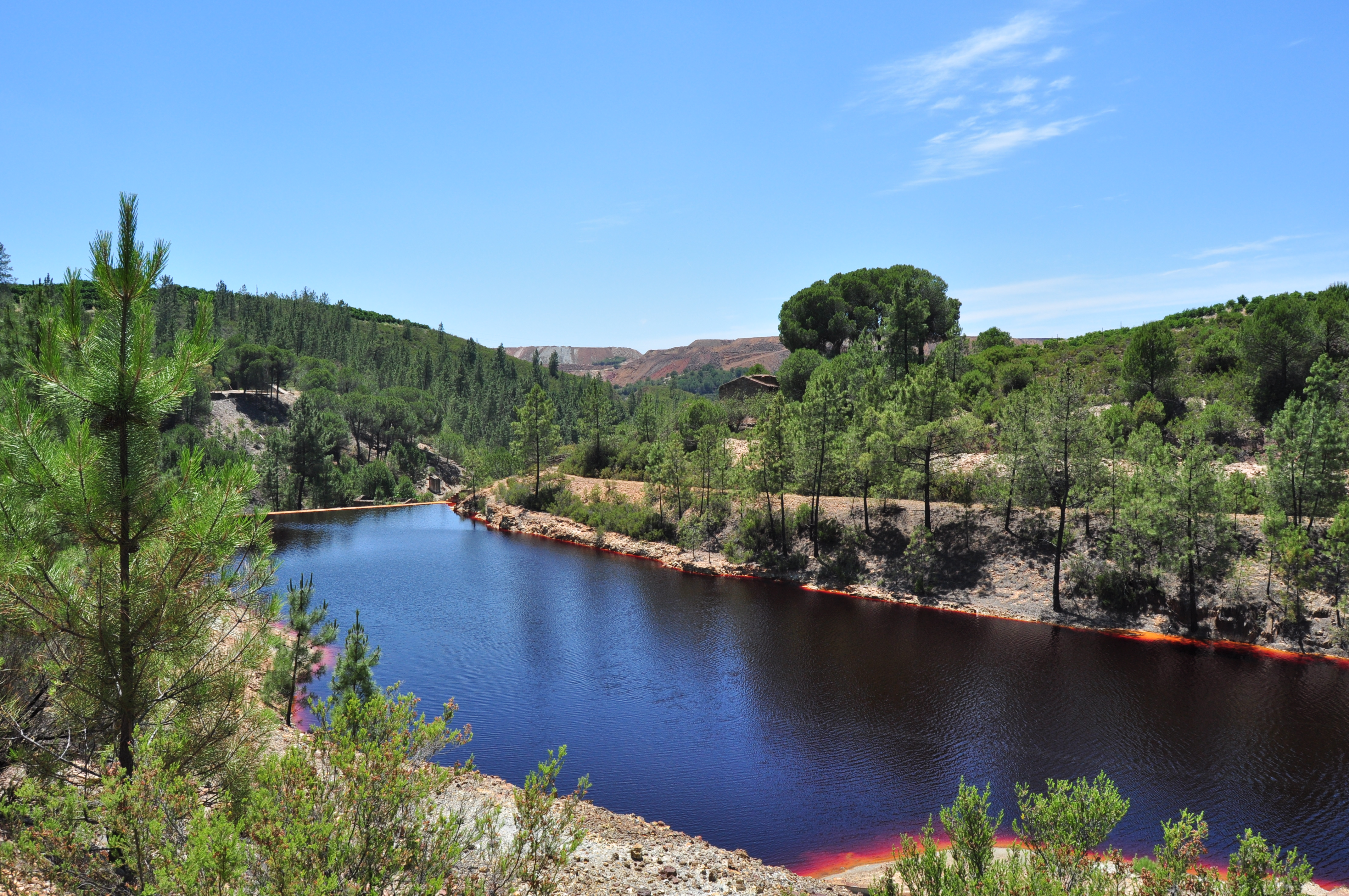
Dique de Cementación que contenía el agua ácida para los canaleos.

Los canaleos de Peña del Hierro eran unas infraestructuras industriales pertenecientes a la mina de Peña del Hierro, dentro del término municipal de Nerva, en la provincia de Huelva. Se trataban de unos canales de precipitación donde se obtenía cobre por vía húmeda, es decir, mediante un proceso hidrometalúrgico. El procedimiento de «cementación» consistía en el depósito de minerales ya calcinados en los estanques de mampostería, en forma de castillejo, para a continuación verter agua ácida procedente de la mina. Mediante este sistema, entre 1905 y 1955 se obtuvieron de los canaleos unas cinco toneladas de cobre a la semana.